# Montlevon
 Montlevon  ist eine französische Gemeinde mit 289 Einwohnern (Stand 1. Januar 2022) im Département Aisne in der Region Hauts-de-France. Sie gehört zum Arrondissement Château-Thierry und zum Kanton Essômes-sur-Marne.

## Lage
Die Gemeinde Montlevon liegt am Fluss Dhuis, 15 Kilometer südöstlich von Château-Thierry. Zu Montlevon gehören die Ortsteile Auclaine, Le Mont Picheny und Montmarmault. Nachbargemeinden von Montlevon sind Courboin im Norden, Montigny-lès-Condé im Nordosten, Pargny-la-Dhuys im Osten und Südosten, Dhuys et Morin-en-Brie im Süden, Viffort im Westen sowie Nesles-la-Montagne im Nordwesten.

## Bevölkerungsentwicklung
| Jahr                       | 1962 | 1968 | 1975 | 1982 | 1990 | 1999 | 2006 | 2013 | 2022 |
| -------------------------- | ---- | ---- | ---- | ---- | ---- | ---- | ---- | ---- | ---- |
| Einwohner                  | 301  | 287  | 234  | 227  | 249  | 255  | 253  | 282  | 289  |
| Quellen: Cassini und INSEE |      |      |      |      |      |      |      |      |      |

## Sehenswürdigkeiten
- Kirche Saint-Martin (ab 11. Jahrhundert)
- Römische Reste an der Butte Beaumont

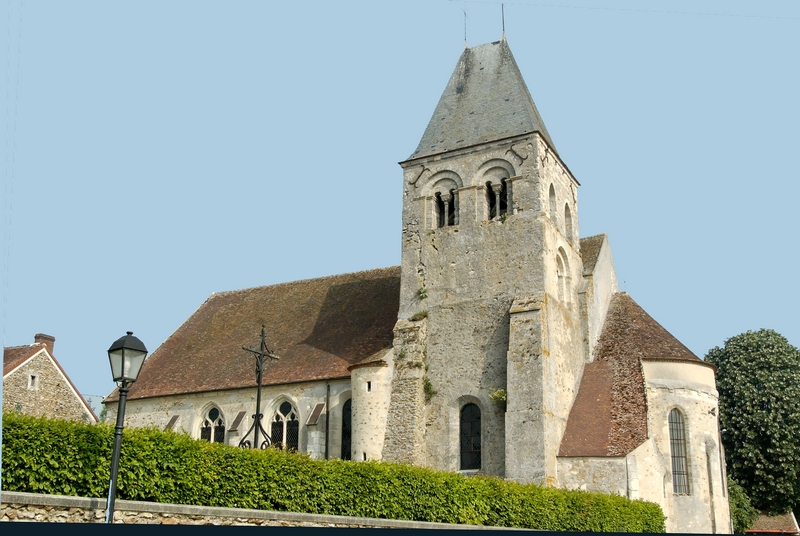
Kirche Saint
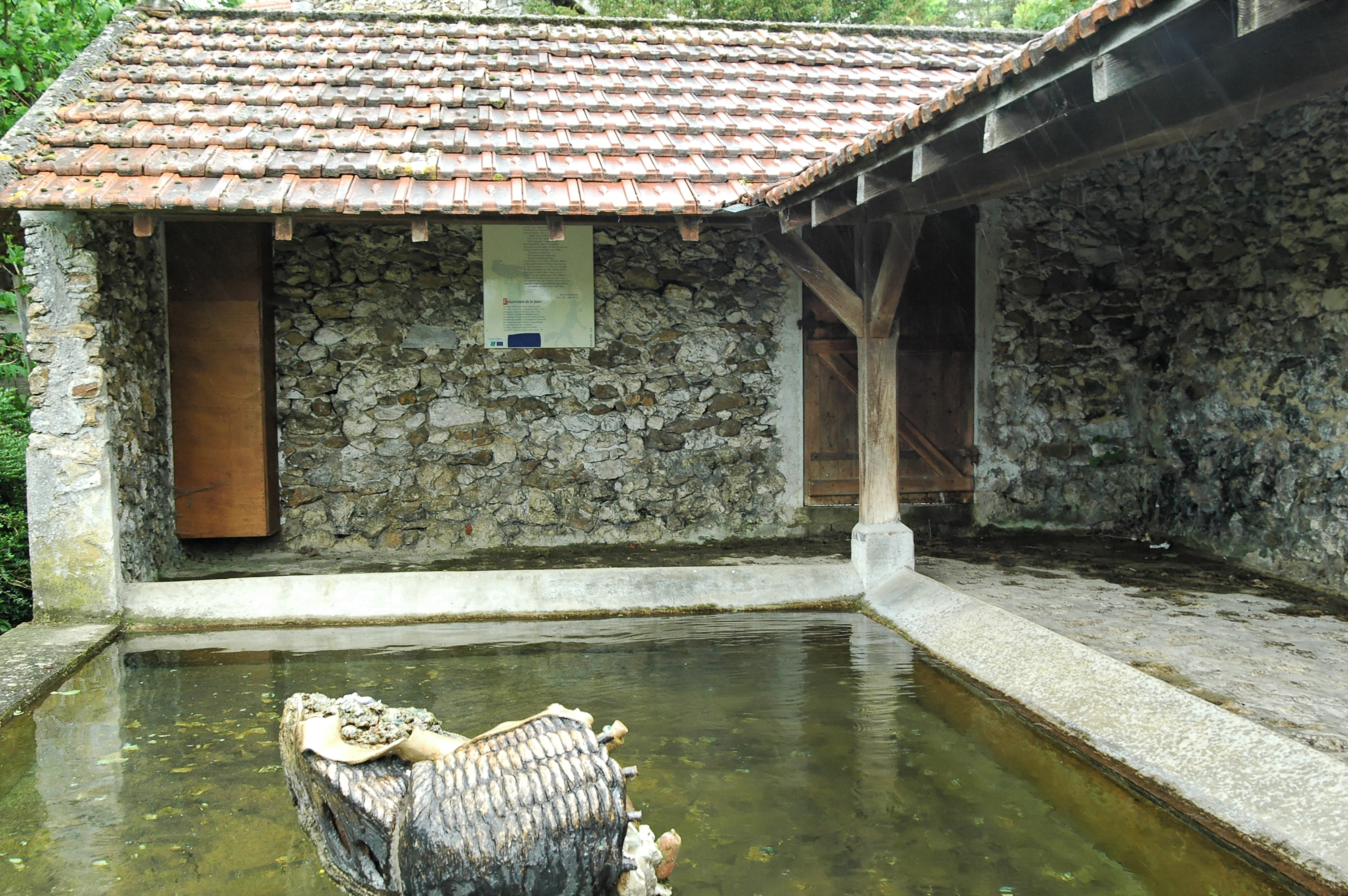
Lavoir
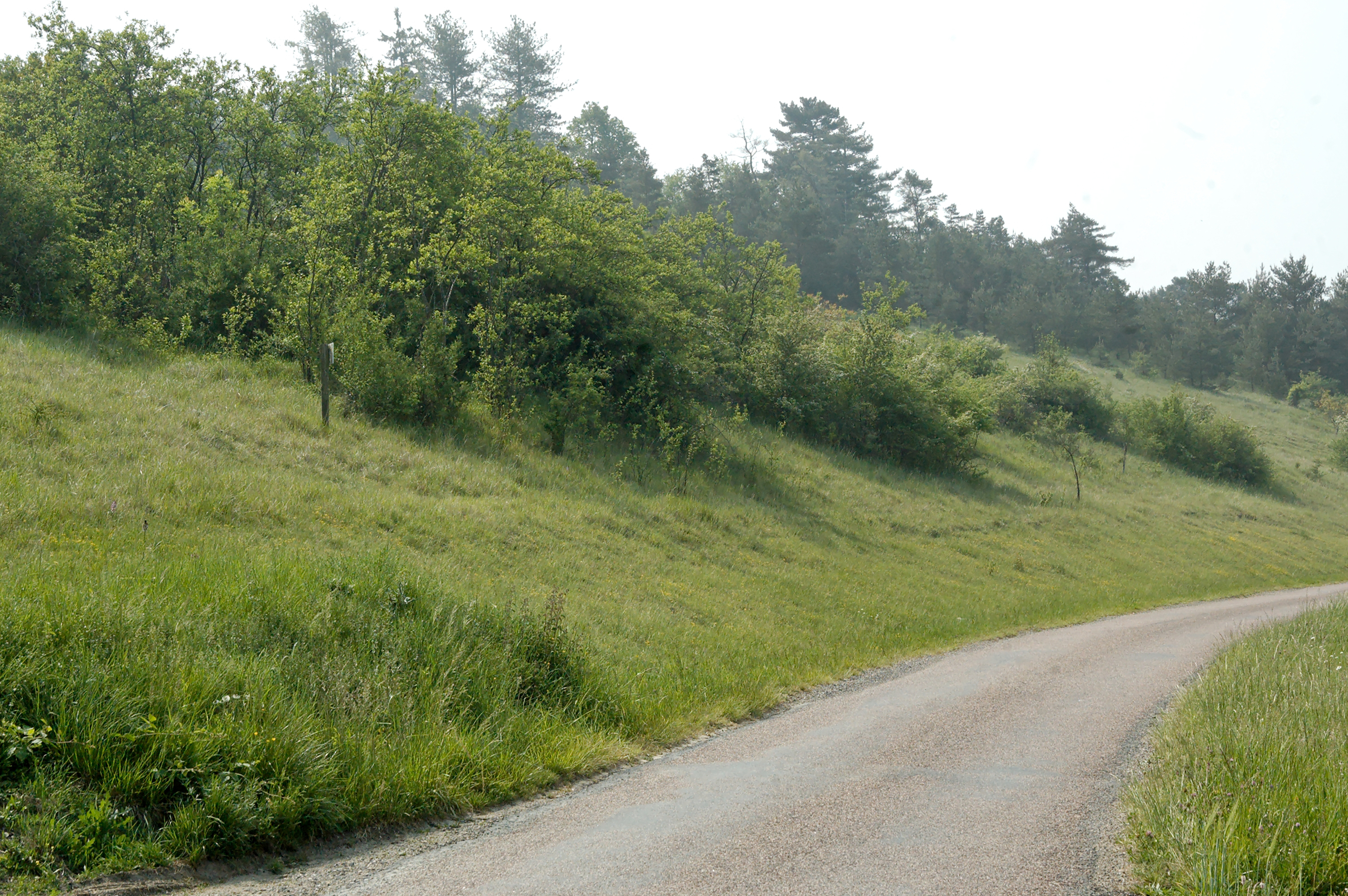
Butte Beaumont